# Homolův puč

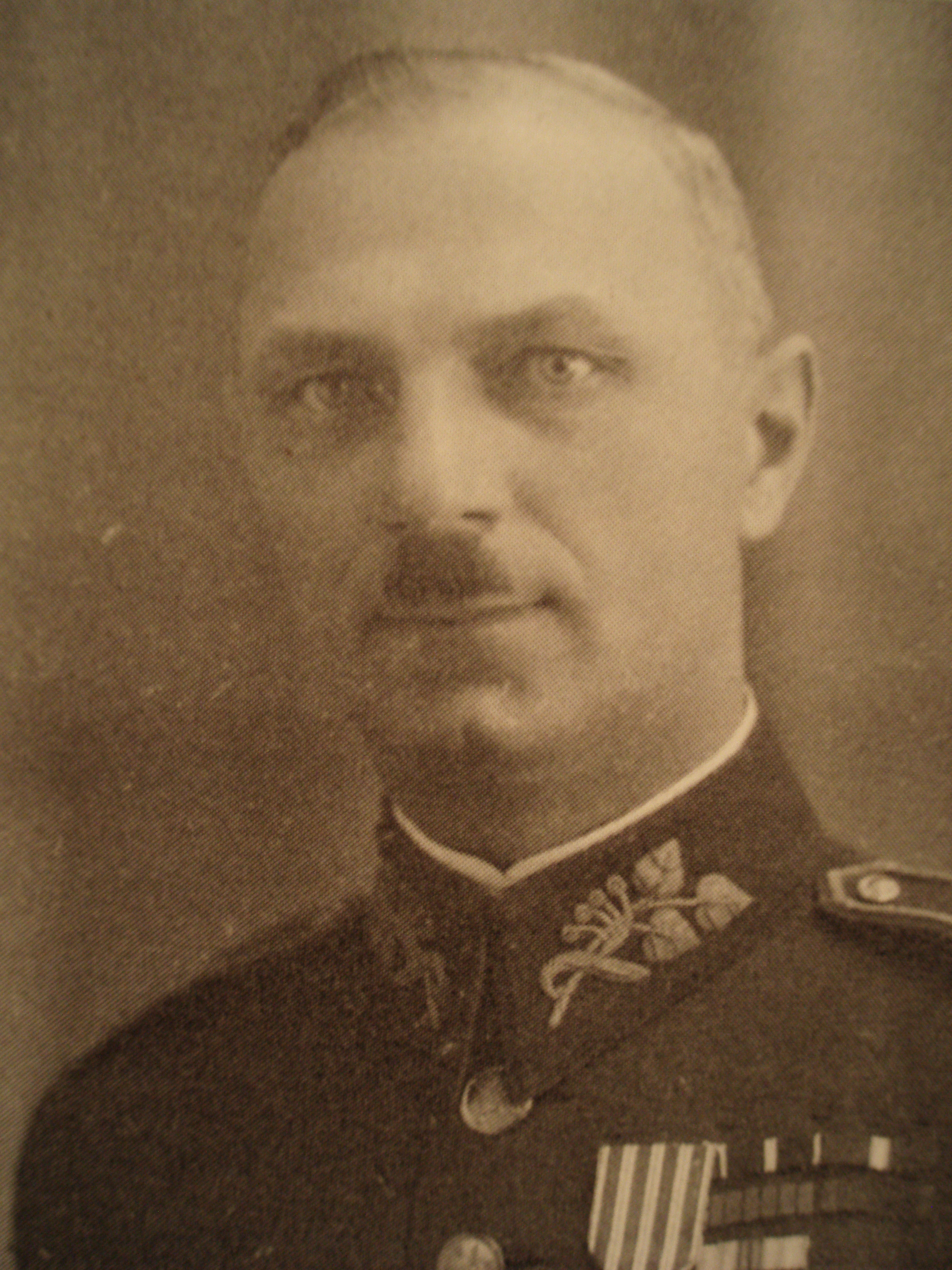
Divizní generál Bedřich Homola

Homolův puč byl předem naplánovaný vojenský zásah československých ozbrojených sil na území Země Slovenské v noci z 9. na 10. března 1939. Byl proveden na příkaz československého prezidenta Emila Háchy a na podnět českého generála Aloise Eliáše. Zároveň s příkazem k vojenské intervenci byl odvolán z funkce předsedy vlády Země Slovenské Jozef Tiso spolu s celou vládou a aktem prezidenta Háchy dosazen nový premiér Jozef Sivák. Také byl vyhlášen výjimečný stav se stanným právem, kdy se po 19. hodině večerní nesměli občané pohybovat po ulicích.

## Příčiny a průběh
Čeští politici si uvědomovali nebezpečí rozpadu Česko-Slovenské republiky, proto se už 12. února 1939 z iniciativy generála Eliáše sešli na tajné poradě v Unhošti u Prahy. Zde si upřesnili podmínky zákroku vůči slovenské straně. Jejich konání bylo podmíněno hlavně nečinností Jozefa Tisa, tehdejšího premiéra Země Slovenské, proti separatistickým snahám většiny slovenských politiků a podvratné činnosti říšské tajné služby na území Slovenska.
V noci z 9. na 10. března 1939 vyhlásila československá vláda (bez vědomí ministra Karola Sidora) v autonomní Zemi Slovenské výjimečný stav (stanné právo). Vojenská akce byla namířena vůči slovenským nacionalistům a členům Hlinkovy gardy na klíčových pozicích ve státní správě. Bylo internováno asi 250 osob z řad slovenských radikálů, hlavně z Hlinkovy slovenské ľudové strany a Hlinkovy gardy.
Novým předsedou vlády byl jmenován Jozef Sivák, který zastával všechny vládní posty mimo ministra financí, jímž zůstal Pavol Teplanský. Jozef Sivák se v době svého jmenování nacházel v Římě na inauguraci papeže Pia XII. Jmenování proběhlo bez jeho vědomí a dozvěděl se o něm z italského tisku. Funkci odmítl přijmout. Na Slovensku se politicky angažoval pouze Teplanský.
O dva dny později ústřední vláda jmenovala vládu Karola Sidora.
Operace trvala asi 24 hodin a nepřinesla žádný úspěch, jen zhoršení vztahů mezi ústřední vládou a autonomní zemí, což urychlilo rozpad Československa.[zdroj?] Obyvatelé Slovenska akci odsoudili. Při akci byl zastřelen slovenský gardista Anton Kopal.[zdroj?]
Pozdější název této akce „Homolův puč“ je odvozen od jména divizního generála Bedřicha Homoly, který byl velitelem VII. armádního sboru v Banské Bystrici a podepsal vyhlášku o výjimečném stavu, v níž se na teritoriu svého sboru ustanovil za vykonavatele vší správní a soudní moci. Ve skutečnosti je tzv. Homolův puč jen často používaným nesprávným výrazem pro výjimečný stav vyhlášený československou vládou a pro vojenskou akci zatýkání gardistů a obsazování strategických bodů. Tento výraz vytvořily v mediální kampani slovenské gardistické deníky.

## Následky výjimečného stavu
Vojenská intervence vyprovokovala jednání slovenských radikálů a členů HSĽS k intenzivní činnosti směřující k rozpadu republiky za vydatné pomoci nacistického Německa, které jim půjčilo vysílač vídeňského rozhlasu. Za čtyři dny, 14. března 1939, tak byl ve sněmu odhlasován vznik Slovenského státu.